# Obersteeg (Engelskirchen)
Obersteeg ist ein Ort in der Gemeinde Engelskirchen im Oberbergischen Kreis in Nordrhein-Westfalen.

## Lage und Beschreibung
Der Ort liegt im Südwesten von Engelskirchen. Nachbarort ist der im Tal der Agger gelegene Ort Steeg.

## Geschichte
In der Karte Topographische Aufnahme der Rheinlande von 1825 ist an der Stelle des heutigen Obersteeg eine Ortschaft verzeichnet. Jedoch lautet die Ortsbezeichnung hier „Stiefelhagen“. 1413 erfolgt die urkundliche Erstnennung dieses Ortes (wie auch der Nachbarort Steeg) im Kämmereiregister für den Fronhof Lindlar.
Am 1. Januar 1975 wurden als Ergebnis der kommunalen Neugliederung gemäß § 13 Abs. 1 des Köln-Gesetzes die bis dahin selbständigen Gemeinden Engelskirchen und Ründeroth zur neuen Gemeinde Engelskirchen zusammengeschlossen. Das nordöstlich von Ründeroth gelegene Stiefelhagen konnte seinen Namen behalten.